# Morven (Austrália)
Morven é uma cidade no sudoeste do estado de Queensland, na Austrália. A cidade está localizada na Rodovia Warrego, a 91 quilômetros (57 mi) a leste de Charleville e 665 quilômetros (413 mi) a oeste de Brisbane. No censo australiano de 2006, Morven tinha uma população de 276 habitantes.

## História
Em 1859, uma pequena área foi tomada a partir da propriedade de Victoria Down e separadas com vistas ao uso público e designada em mapas e documentos como 'Victoria Downs Reserve". Ela estava na rota de correio de Brisbane para Charleville. Em 1876, uma agência de correio foi aberta e chamado de Morven. Quando oficialmente verificada em 1880, recebeu oficialmente o nome de Morven.

## Instalações
Morven possui uma biblioteca pública, um museu histórico e uma trilha. Ali próximo está o Parque Nacional de Tregole. O Conselho do Condado de Murweh mantém a biblioteca pública de Morven na Rodovia Warrego Rodovia.

## Bens tombados
Morven possui, dentre outros, o seguinte bem tombado:
- A 20 quilômetros (12 mi) a oeste de Morven, na linha ferroviária Roma-Cunamulla: a Ponte Ferroviária de Angellala. [6]